# Elleslægten
El (Alnus) er en slægt med omkring 25 arter af træer og buske udbredt i Europa, Asien, Nord- og Sydamerika. Arterne er ofte knyttet til fugtig jord og har ofte flere stammer. Barken er lysegrå til mørkebrun, glat og tynd med tydelige barkporer. Veddet er let, blødt og næsten hvidt. Hos nogle arter bliver veddet rødt efter luftkontakt. Vinterknopperne er ofte stilkede, ægformede eller ellipseformede med afrundet eller tydelig spids. Bladene er elliptiske til omvendt ægformede med enten hel eller mere eller mindre takket rand. Blomsterne er samlet i kønsopdelte rakler, hvis skæl er blivende, sådan at der dannes træagtige "kogler". Frugterne er tynde, vingede frø.
Arterne er ofte knyttet til fugtig eller våd (oversvømmet) bund og optræder hyppigt som pionerplanter, da de formår at skaffe sig organisk kvælstof gennem rodsymbiose med Frankenia-aktinobakterier.
Her nævnes kun de arter, som er almindeligt dyrket eller vildtvoksende i Danmark.
| Beskrevne Arter |

- Hjertebladet el (Alnus cordata).
- Rødel (Alnus glutinosa).
- Gråel (Alnus incana) eller hvidel.
- Grønel (Alnus viridis).

| Andre Arter |

| - Alnus acuminata - Alnus firma - Alnus formosana - Alnus hirsuta - Alnus japonica - Alnus jorullensis - Alnus lanata - Alnus mandshurica - Alnus maritima - Alnus matsumurae - Alnus maximowiczii | - Alnus nepalensis - Alnus nitida - Alnus oblongifolia - Alnus orientalis - Alnus pendula - Alnus rhombifolia - Alnus rubra - Alnus serrulata - Alnus sieboldiana - Alnus subcordata - Alnus trabeculosa |

Note
1. ↑  "GRIN: Species Records of Alnus". Arkiveret fra originalen 17. december 2000. Hentet 3. februar 2009.